# Bibliotheksjournal
Das Bibliotheksjournal der Christian-Weise-Bibliothek Zittau mit dem Untertitel Quellenforschung, Historisches, Bibliographisches und Biographisches aus Zittau und der Oberlausitz erschien als wissenschaftliche Zeitschrift der Christian-Weise-Bibliothek Zittau. 
Ziel dieser Publikation war es, die alte Buch- und Schriftkunst in Zittau, die Bibliographien und Biographien von Oberlausitzern sowie die Geschichte der Gegend in das Licht der Öffentlichkeit zu rücken. Dieses Journal sollte der Veröffentlichung wissenschaftlicher Forschungsergebnisse rund um die Themen Archiv und Bibliothek dienen. Ein besonderes Augenmerk wurde dabei auf die Quellengeschichte gelegt, die besonders zwischen 1945 und 1990 sehr stiefmütterlich behandelt wurde. Dabei wurden primäre und sekundäre Quellen vorgestellt. Rezensionen, Vorstellung von interessanten Zittaviensia und der Abdruck von alten Quellen rundeten diese Zeitschrift inhaltlich ab.
Das Bibliotheksjournal erschien in 30 Einzelheften jeweils quartalsweise im Zeitraum von 1998 bis 2003. Mit Heft 30 wurde das Erscheinen auf Grund der Privatisierung der Christian-Weise-Bibliothek in die kreiseigene Kultur- und Weiterbildungsgesellschaft mbh Löbau-Zittau eingestellt. Als Nachfolger der Zeitschrift erscheinen seit 2004 die Oberlausitzer Heimatblätter im Oberlausitzer Verlag.